# Slovenský svet
A Slovenský svet egy szlovák nyelven megjelenő képes hetilap volt az egykori Csehszlovákiában. Alapításának évében, 1921-ben Eperjesen, majd 1922 és 1925 között Pozsonyban adták ki. Utódlapja 1926-tól a Nový svet.